# Madonna dell'Umiltà (Gentile da Fabriano Pisa)
La Madonna dell'Umiltà è un dipinto tempera su tavola (56x41 cm) di Gentile da Fabriano, databile al 1420-1422 circa e conservata nel Museo nazionale di San Matteo a Pisa.

## Storia
L'opera proviene dalla Pia Casa della Misericordia di Pisa, dove venne prelevata nel XIX secolo per essere musealizzata. Non sono chiare le circostanze della commissione della tavoletta, che per le sue dimensioni doveva essere destinata alla devozione privata. Un'ipotesi è che l'opera sia stata commissionata dalla stessa Pia Casa della Misericordia, istituzione antica a Pisa nata nell'XI secolo, ma potrebbe essere stata richiesta da Alemanno Adimari, cardinale di origine fiorentina e arcivescovo di Pisa, che si fece decorare il sepolcro nella chiesa romana di Santa Maria Nova proprio da Gentile in quegli anni (opera perduta citata da Vasari).
La datazione della tavoletta è 1420-1422, prima cioè che il pittore si trasferisse a Firenze per realizzare la famosa Pala Strozzi del 1423.

## Descrizione e stile
La Madonna dell'Umiltà, cioè seduta in terra su un cuscino, era un tema molto caro alla pittura del primo XV secolo. Maria è raffigurata in adorazione del figlio che tiene sulle ginocchia, su un preziosissimo drappo dorato, finemente decorato. Corrispondenze stilistiche e tecniche, come la raffinata lavorazione dell'oro nello sfondo e nei tessuti, rimanda al periodo fiorentino dell'artista, pienamente confrontabile con la Pala Strozzi (1423), mentre la posa del Bambino ricalca un'altra opera di quegli anni, l'Adorazione del Bambino del Getty Museum.
Sul tema l'artista si era infatti già cimentato proprio nella tavola al Getty Museum di Los Angeles databile al 1420-1421 circa, dove però la Vergine è pienamente frontale. Nella tavola di Pisa invece Maria è disposta quasi di profilo ed emana una maggiore intimità e un più forte raccoglimento nel gruppo sacro. Il Bambino sembra quasi sorridere alla madre ed ha un gesto fanciullesco di afferrarle l'orlo dorato del vestino mentre sgambetta. Tipico dell'artista è il trattamento morbidissimo degli incarnati. La sontuosità dell'oro, mischiato a lacche rosse e piunte di vernice verde, fa passare in secondo piano gli accenni alla profondità del cuscino e della tenda di sfondo. Lungo il bordo del manto della Vergine corre l'iscrizione "AVE M[A]T[ER] DIEGNA [D]EI". 
Sull'orlo del panno dov'è disteso Gesù compaiono invece caratteri pseudo-cufici (arabo medievale) di non facile lettura e di grande suggestione che da sempre hanno fatto discutere i critici d'arte. Nel 1907 Walter Bombe fu il primo a suggerirne la lettura come un versetto del Corano che recita "Non c'è altro Dio al di fuori di Allah" (لا إله إلا الله - Lā ilāha illa Allāh).. Tale lettura è stata confermata molti anni più tardi da Manuel Keene. Tuttavia, più recentemente la studiosa di lettura cufica antica Sylvia Auld ha sementito questa interpretazione, mostrando come i caratteri in fila non portano alcun messaggio e si tratterebbe solo di caratteri cufici scritti a caso senza alcun significato, solo per dare un tocco di esotismo alla rappresentazione come del resto in altre opere dello stesso pittore.
Il retro della tavola non è lasciato con il legno a vista ma presenta quadretti di marmo di vari colori.

## Curiosità
Nel 2006 l'opera è stata riprodotta in un francobollo emesso da Poste Italiane, del valore di € 2,80.